# Nat Hentoff
Nathan Irving (Nat) Hentoff (Boston, 10 juni 1925 – New York, 7 januari 2017) was een Amerikaanse historicus, romanschrijver, muziekcriticus (jazz en country) en columnist voor United Media. Hij was van 1958 tot 2009 jazzcriticus voor The Village Voice. Na zijn vertrek van The Village Voice schreef hij (tot aan zijn overlijden) zijn muziekcolumns voor The Wall Street Journal.
Hentoff was tijdens zijn loopbaan columnist voor Down Beat, JazzTimes, Legal Times, The Washington Post, The Washington Times, The Progressive, Editor & Publisher en Free Inquiry. Hij was staff writer voor The New Yorker en zijn werk werd tevens gepubliceerd in The New York Times, Jewish World Review, The Atlantic, The New Republic, Commonweal en de Italiaanse Enciclopedia dello Spettacolo.

## Leven en werken
Hentoff, zoon van Joodse ouders, studeerde aan de Boston Latin School, Northeastern University (afgerond met een B.A. summa cum laude) en Harvard University. In 1950 studeerde hij met een Fulbright-beurs aan de Sorbonne.
Hentoff begon zijn loopbaan aan het einde van de Tweede Wereldoorlog in de radiojournalistiek, bij WMEX, een radiostation in Boston. Eind jaren veertig presenteerde hij hier twee radioprogramma's, Jazz Album en From Bach To Bartók. Op dat station had hij tot in het begin van de jaren vijftig een jazzprogramma. Tevens werkte hij in die tijd bij WGBH-FM, voor het programma Evolution of Jazz. Later was hij medepresentator van het programma The Scope of Jazz op WBAI-FM (New York).
In 1952 werd Hentoff columnist bij Down Beat. Van 1953 tot 1957 was hij 'associate editor' van het blad. In 1958 was hij een van de oprichters van The Jazz Review, waarvan hij tot 1961 de redactie vormde met Martin Williams. In juni 1955 schreef Hentoff met Nat Shapiro het boek Hear Me Talkin' to Ya: The Story of Jazz by the Men Who Made It, met daarin interviews met jazzgrootheden als Dizzy Gillespie, Duke Ellington en Paul Whiteman. Hentoff zou nadien nog talloze boeken over jazz schrijven. In 1957 was hij als adviseur betrokken bij de film 'The Sound of Jazz' van Robert Herridge.
In 1960 was hij A&R-directeur en producer van het jazzplatenlabel Candid Records, dat in zijn korte bestaan albums uitbracht van onder andere Charles Mingus, Cecil Taylor en Max Roach. Voor albums op dit label schreef Hentoff ook hoesteksten en dat heeft hij gedaan voor talloze platen, ook op andere labels.
In 2002 werd Hentoff lid van de Board of Directors van The Jazz Foundation of America, waar hij zich inspande voor oudere jazz- en bluesmuzikanten, onder andere zij die getroffen werden door orkaan Katrina. Hentoff heeft veel artikelen geschreven over het lot van belangrijke musici, verschenen in Wall Street Journal en Village Voice.
Sinds begin 2008 schreef Hentoff wekelijks voor WorldNetDaily.com.
In 2013 verscheen een biografische film over Hentoff, The Pleasures of Being Out of Step, van David L. Lewis, dat zijn loopbaan in de jazz onder de loep nam, alsook zijn opvattingen over de First Amendment.

## Politieke meningen
Hentoff stond bekend als een vrijdenker en een voorstander van de vrijheid van meningsuiting. Tevens was hij tegen de doodstraf en tegen abortus (wat hem zelfs bij de Village Voice vijanden opleverde). Waar hij vroeger liberale opvattingen had, werd hij steeds conservatiever. De laatste jaren van zijn leven keerde hij zich tegen de politieke correctheid van de American Civil Liberties Union. Verder was hij voor de inval in Irak in 2003, maar tegen de Patriot Act van president Bush. Hij vond dat Israël bestaansrecht heeft, maar was tegen de bezetting van de Palestijnse gebieden.
Hentoff schreef over jazz en politiek, maar kwam tevens met romans en kinderboeken. Ook heeft hij een autobiografie geschreven.

## Prijzen en onderscheidingen
In 1972 werd Hentoff een Guggenheim Fellow. Hij kreeg in 1980 de American Bar Association's Silver Gavel Award. In 1985 kreeg hij een eredoctoraat in de rechten van Northeastern University. In 1995 ontving hij de National Press Foundation's Award voor zijn levenslange werk in de journalistiek. In 2004 werd Hentoff de eerste niet-muzikant van zes NEA Jazz Masters bij de National Endowment for the Arts. Hetzelfde jaar eerde de Boston Latin School hem als alumnus van het jaar. Ook werd hij geëerd door de Human Life Foundation.

## Persoonlijk leven en overlijden
Hentoff was verschillende keren getrouwd. Hij noemde zichzelf een joodse atheïst.
Hentoff overleed in zijn appartement in Manhattan op 7 januari 2017. Volgens zijn zoon Nick was hij omgeven door zijn familie en luisterde hij naar Billie Holiday. Hij werd 91 jaar.

## Boeken

### Non-fictie
- Hear Me Talkin' To Ya, met Nat Shapiro (1955)
- The Jazz Makers, met Nat Shapiro (1957)
- The Jazz Life ISBN 0-306-80088-8 (1961)
- Peace Agitator: The Story of A. J. Muste. ISBN 0-9608096-0-0 (1963)
- The New Equality (1964)
- Our Children Are Dying (met John Holt) (1967)
- A Doctor Among the Addicts (1968)
- A Political Life: The Education of John V. Lindsay (1969)
- Journey into Jazz (1971)
- Jazz Is (1976)
- Does Anybody Give a Damn?: Nat Hentoff on Education (Random House; 1977)
- The First Freedom: The Tumultuous History of Free Speech in America (1980)
- American Heroes: In and Out of School (1987)
- John Cardinal O'Connor: At the Storm Center of a Changing American Catholic Church. ISBN 0-684-18944-5 (1988)
- Free Speech for Me — But Not for Thee: How the American Left and Right Relentlessly Censor Each Other. ISBN 0-06-099510-6 (1993)
- Listen to the Stories: Nat Hentoff on Jazz and Country Music. ISBN 0-06-019047-7 (1995)
- Living the Bill of Rights: How to Be an Authentic American. ISBN 0-520-21981-3 (1999)
- The War on the Bill of Rights and the Gathering Resistance. ISBN 1-58322-621-4 (2004)
- American Music Is (2004)
- Insisting on Life (met Wesley Smith en Maria McFadden) (2005)

### Romans
- Jazz Country (1965)
- Call the Keeper (1966)
- Onwards! (1968)
- I'm Really Dragged But Nothing Gets Me Down (1968)
- This School is Driving Me Crazy (1976)
- Does This School Have Capital Punishment? (1982)
- Blues for Charlie Darwin (1982)
- The Day They Came To Arrest The Book (1983)
- The Man from Internal Affairs (1985)

### Memoires
- Boston Boy: Growing Up With Jazz and Other Rebellious Passions. ISBN 0-9679675-2-X (1986)
- Speaking Freely: A Memoir (1997)

### Compilaties
- The Nat Hentoff Reader. ISBN 0-306-81084-0 (2001)

### Geredigeerde werken
- Hear Me Talkin' to Ya: The Story of Jazz by the Men Who Made It (met Nat Shapiro) (1955)
- Jazz: New Perspectives on the History of Jazz ISBN 0-306-80088-8 (met Albert McCarthy) (1959)
- Black Anti-Semitism and Jewish Racism (1969)